# Stummsche Kapelle

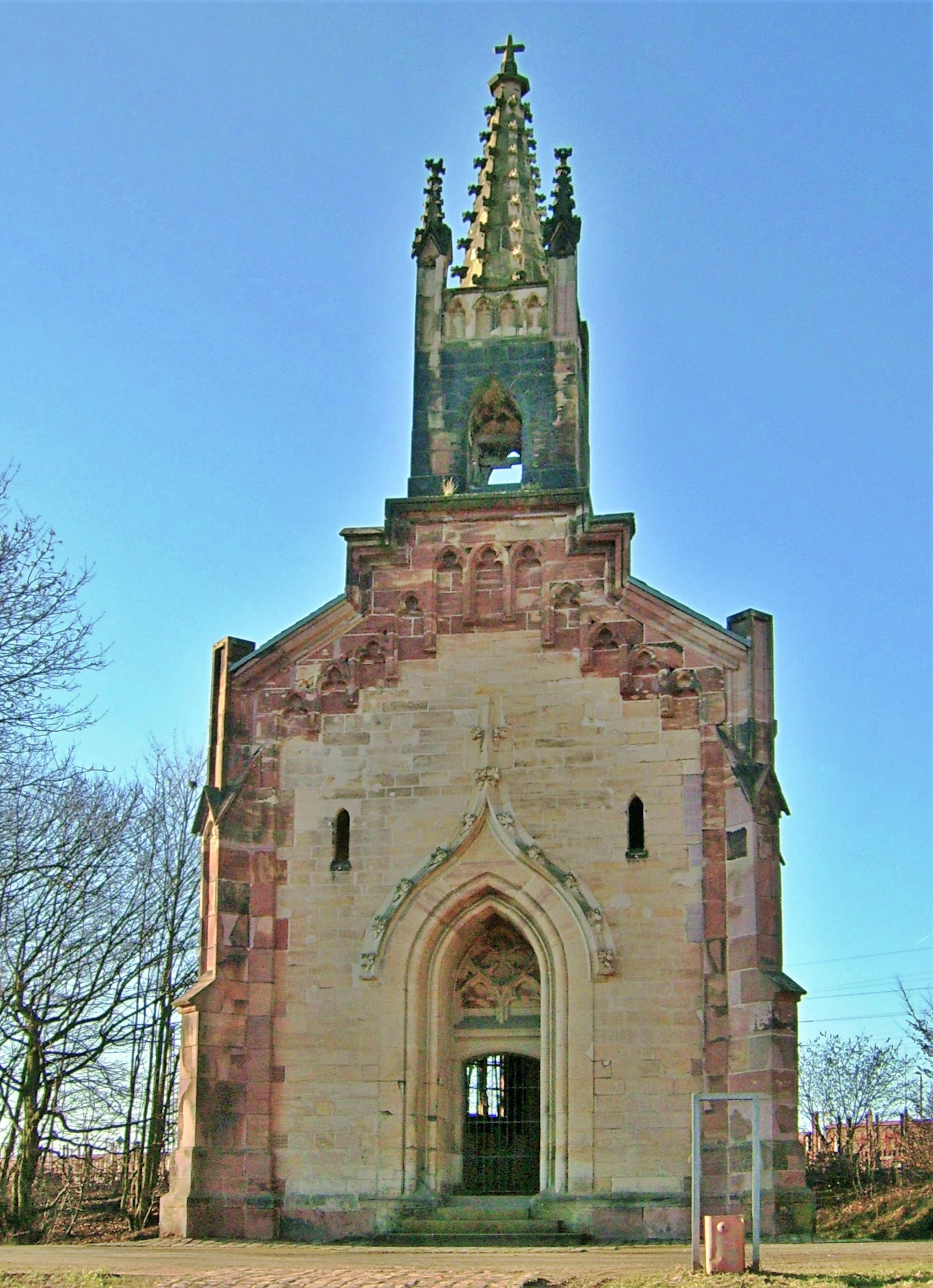
Die Stummsche Kapelle

Die Stummsche Kapelle in Neunkirchen (Saar) ist die ehemalige Familienkapelle der Unternehmerfamilie Stumm. Sie ist eine Mitte des 19. Jahrhunderts erbaute neugotische Saalkapelle. Das Bauwerk gilt heute als frühestes neugotisches Bauwerk in der Region und bildete den Auftakt für den Historismus in der Architektur an der Saar.

## Geschichte
Die Kapelle war einst Teil eines Landschaftsgartens in Niederneunkirchen, der sich nordwestlich an das 1839 bezogene Herrenhaus der Familie Carl Friedrich Stumm anschloss. Der Garten war zwischen 1837 und 1844 nach dem Vorbild englischer Parks entstanden und wurde 1845 mit zwei frei stehenden auf dem Neunkircher Eisenwerk gefertigten neugotischen gusseisernen Fialen geschmückt. Die Kapelle wurde im Auftrag der Witwe Marie Louise Stumm zwischen 1852 und 1854 von Kommunalbaumeister Mathias Mußweiler aus St. Wendel entworfen. Bis zum Umzug der Familie Carl Ferdinand Stumm nach Schloss Halberg bei Saarbrücken 1880 diente sie als Privatkapelle der Stumms, danach wurde sie kaum mehr benutzt. 1933 wurde die Kapelle durch die Gasometerexplosion in Neunkirchen in Mitleidenschaft gezogen, 1945 brannte sie durch Artilleriebeschuss aus. Das Bauwerk verfiel in der Folgezeit, die Glocke wurde eingeschmolzen. 1983 wurde die Kapelle unter Denkmalschutz gestellt. 1987 kam das Grundstück mit der Kapelle in städtischen Besitz und wurde erstmals dokumentiert. Im folgenden Jahr wurde die Kapelle renoviert, Dach und Gewölbe erneuert.

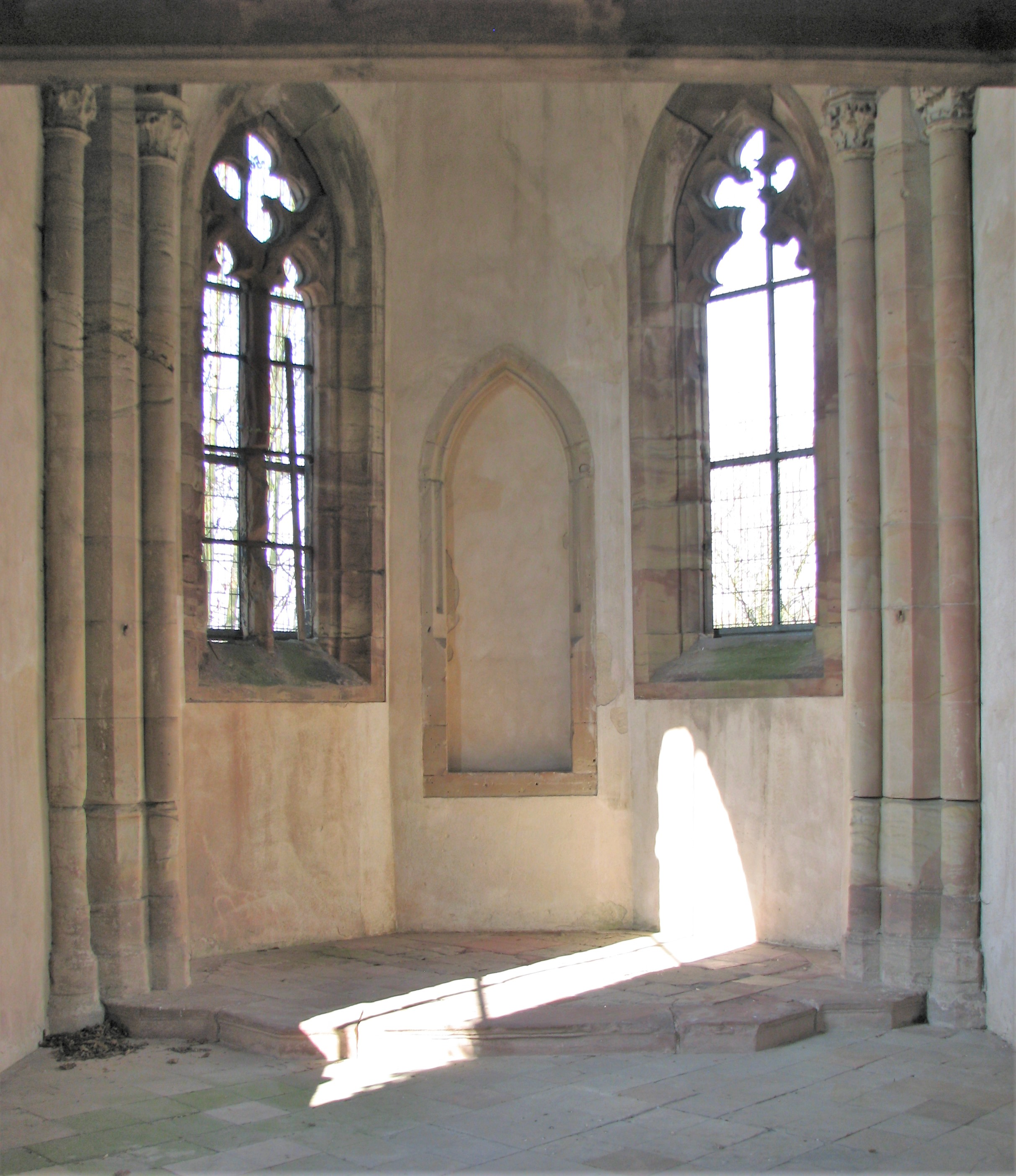
Innenansicht der Kapelle 2011

Die Kapelle liegt auf einer Anhöhe oberhalb der Lindenallee unmittelbar am Rangierbahnhof des Neunkircher Hauptbahnhofs und ist Teil des Industriewanderweges Neunkircher Hüttenweg.

## Architektur
Der kreuzrippengewölbte Saalbau wird über ein Spitzbogenportal betreten. Über dem Portal thront ein Giebelreiter aus Buntsandstein. Der dreiseitige Chor besitzt zwei große Fenster und eine mittlere Nische. Äußerlich wird die Kirche insbesondere auf der Portalseite von kleinteiligen neogotischen Zierformen geschmückt. Die Eckstrebepfeiler waren bis zum Zweiten Weltkrieg mit vier Fialen ähnlich den vier Fialen des Turmes ausgestattet. Zwei der vier Fialen des Turmes sind erhalten. 